# Муравьёв, Пётр Иванович
Пётр Иванович Муравьёв (1903—1966) — советский государственный деятель, председатель Ростовского облисполкома (1937—1938).

## Биография
В октябре 1937 г., вскоре после того, как из Азово-Черноморского края была выделена Ростовская область с центром в Ростове-на-Дону (7 городов и 61 сельский район), был назначен председателем облисполкома.
Покинул этот пост в декабре 1938 года.
Депутат Совета Союза Верховного Совета СССР I созыва от Ростовской области.
Умер в 1966 году. Похоронен на Новодевичьем кладбище (колумбарий).
Биография за период с декабря 1938 г. не выяснена. Среди награждённых во время войны дважды упоминается человек с именем Пётр Иванович Муравьёв: 24.11.1942, — парторг ЦК ВКП(б) на заводе № 711 НКМВ (Государственный Люберецкий завод сельскохозяйственного машиностроения им. А. В. Ухтомского) (орден «Знак Почёта»), и 05.08.1944 — директор завода НКМВ (орден Трудового Красного Знамени).